# واسط الکترونیکی یکپارچه دیسک‌گردان

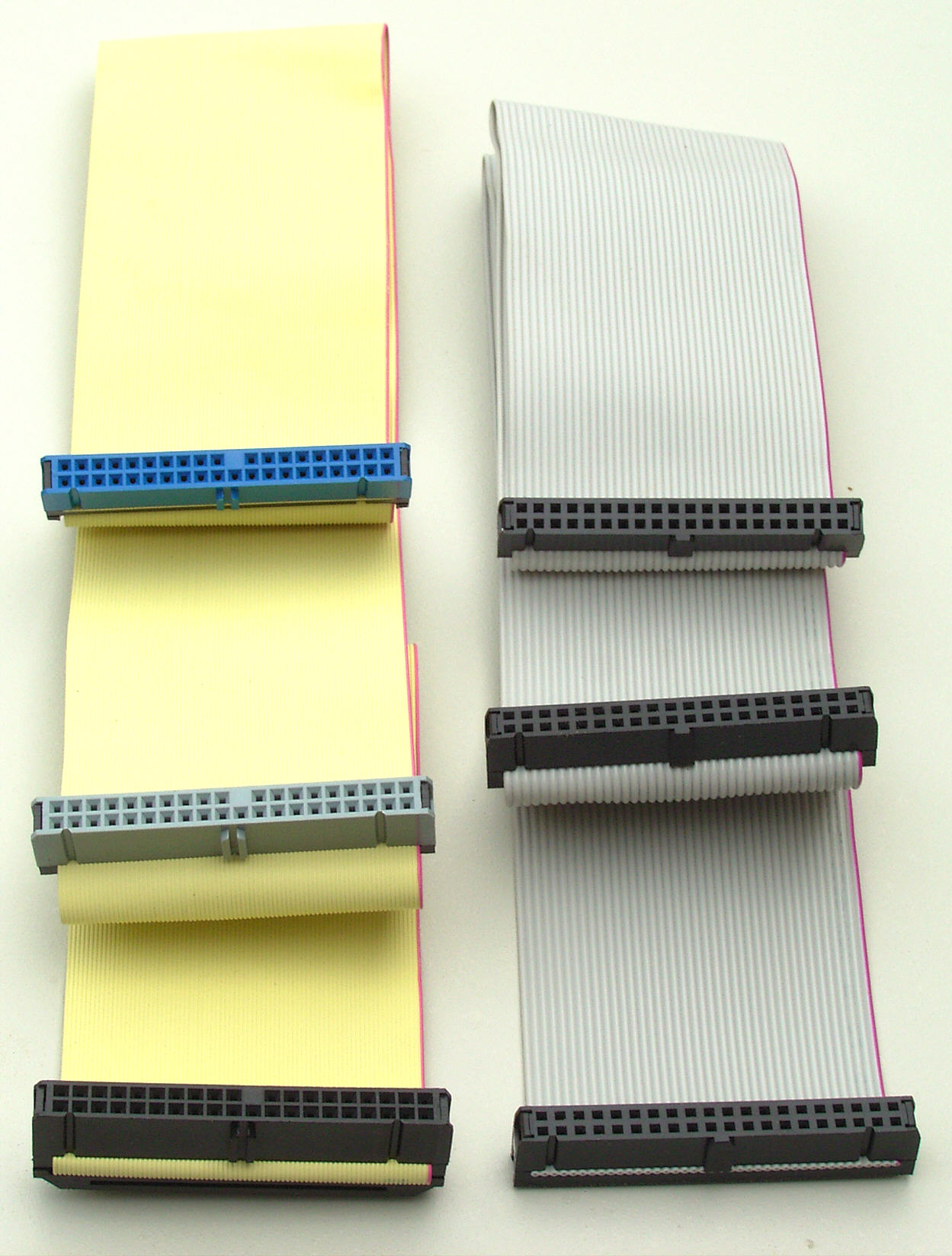
کابل‌های ATA یا آی‌دی‌ای ۴۰ سیم (راست) و ۸۰ سیم (چپ)

واسط الکترونیکی یکپارچه دیسک‌گردان (به انگلیسی: Integrated Drive Electronics interface) که با حروف اختصار آی‌دی‌ای (IDE) شناخته شده و از طرف موسسه استاندارد ملی آمریکا (ANSI) واصل فناوری پیشرفته (به انگلیسی: Advanced Technology Attachment) خوانده می‌شود، یک خط ارتباطی بین گذرگاه‌های برد مادر و ابزارهای ذخیره‌سازی رایانه مانند دیسک سخت و فلاپی است. واسط آی‌دی‌ای برپایهٔ استاندارد ۱۶ بیت در معماری استاندارد آی‌بی‌ام قرار دارد اما در رایانه‌هایی که از استاندارد دیگری استفاده می‌کنند نیز به کار می‌رود. این واسط از طرف شرکت‌های آی‌بی‌ام و کامپک در سال ۱۹۸۴ معرفی شد.
واسط آی‌دی‌ای در ابتدا فقط برای اتصال دیسک سخت مناسب بود و ابزارهای دیگری چون سی‌دی‌رام و نوارگردان از واسط سیستم ریزکامپیوتر (SCSI مخفف small computer system interface) یا واسط‌های اختصاصی کارت صدا و فلاپی استفاده می‌کردند. بنابراین، واسط آی‌دی‌ای به پروتکل آتاپی مجهز شد تا ابزارهای ذخیره‌سازی دیگری علاوه بر دیسک سخت نیز از طریق آن به برد مادر متصل شوند.